# Hi! School - Love On
Hi! School - Love On (hangeul: 하이스쿨: 러브온, latinizzazione riveduta: Ha-i seukul: Rabeu on) è una serie televisiva sudcoreana trasmessa su KBS2 dall'11 luglio al 19 dicembre 2014.

## Trama
Sung-yeol e Woo-hyun sono due diciottenni tormentati dalle cicatrici emotive lasciate da due famiglie separate: Woo-hyun vorrebbe rivedere sua madre, che lo ha lasciato da bambino, mentre Sung-yeol vive con una matrigna che detesta e che incolpa per il divorzio dei genitori. Entrambi considerati anti-sociali, Woo-hyun è coraggioso e popolare, anche se si rifiuta di dedicarsi agli studi, mentre Sung-yeol, un bravo studente, è irrispettoso nei confronti dei suoi genitori, freddo e distaccato con i suoi compagni di classe, e visto da tutti come un arrogante.
Invisibili ai mortali, nel mondo vagano gli angeli, che guidano le anime dei defunti nell'altro mondo. Uno di loro, una ragazza, passa il suo tempo libero a guardare drama e osservare le vite degli umani, in particolare Woo-hyun e Sung-yeol. Ogni angelo è guidato da una scatola nera che contiene il nome dell'anima che sta per morire. Un giorno, la ragazza-angelo viene guidata sul tetto della scuola di Woo-hyun, dove il ragazzo sta cercando di impedire il suicidio a una compagna, Jin-young, ma finisce per cadere lui stesso dal davanzale: istintivamente, l'angelo usa i suoi poteri per salvargli la vita e poi svengono entrambi. Quando Woo-hyun e la ragazza-angelo si risvegliano in ospedale, il primo è sorpreso di essere vivo, mentre la seconda scopre di essere diventata un essere umano.
La ragazza-angelo, che tutti credono vittima di amnesia, si inventa un nome umano, Lee Seul-bi, e la nonna di Woo-hyun propone al nipote di ospitarla in casa loro per ringraziarla di avergli salvato la vita. Dimenticando di essere ora mortale, Seul-bi è senza paura di fronte alle ingiustizie, le autorità e le cose che vede come sbagliate, che fa nascere in Woo-hyun dei sentimenti per lei. Quando Woo-hyun viene costretto dalla madre di Jin-young, che lo accusa dell'accaduto, a trasferirsi in una nuova scuola, la stessa di Sung-yeol, Seul-bi lo segue, attirando le attenzioni di Sung-yeol, che diventa amico e rivale di Woo-hyun.

## Personaggi

### Personaggi principali
- Lee Seul-bi, interpretata da Kim Sae-ron
- Shin Woo-hyun, interpretato da Nam Woo-hyun
- Hwang Sung-yeol, interpretato da Lee Sung-yeol
- Ahn Ji-hye, interpretata da Choi Soo-rin
- Gong Mal-sook, interpretata da Jung Jae-soon
- Hwang Woo-jin, interpretato da Cho Yeon-woo

### Altri personaggi
- Kang Ki-soo, interpretato da Shin Hyun-tak
- Choi Jae-seok, interpretato da Kim Young-jae
- Na Young-eun, interpretata da Kim Min-young
- Lee Ye-na, interpretata da Na Hae-ryung
- Lee Da-yul, interpretata da Kim Soo-yeon
- Park Byung-wook, interpretato da Kim Min-suk
- Yang Tae-ho, interpretato da Baek Seung-heon
- Kim Joo-ah, interpretata da Jung Yoo-min
- Lee Seok-hoon, interpretato da Chang-jae
- Go Cheon-sik, interpretato da Lee Shi-hoo
- Seo Yo-han, interpretata da Song Ji-ho
- Kim Kwang-sik, interpretato da Kim Kwang-sik
- Choi So-jin, interpretata da Han Soo-young
- Park Han-gil, interpretato da ?
- Ha Dong-geun, interpretato da Lee Joon-hyuk
- Jeon Byung-chul, interpretato da Lee Chang-joo
- Angelo umano, interpretato da Choi Sung-guk
- Phillip, interpretato da Fabien
- Eun-bi, interpretata da Baek Soo-hee

## Colonna sonora
1. Too Good (아까워) – Jung Gi-go feat. Min-woo dei Boyfriend
2. Chocolate Cherry Night (쇼콜라 체리밤) – Mad Clown e Yozoh
3. C'mon C'mon (뜬뜬뜬뜬 뜨든뜬) – Crayon Pop
4. Yayaya (야야야) – Urban Zakapa
5. What My Heart Wants to Say (내 맘이 그게 아닌데) – Lel feat. Linzy delle Fiestar
6. Your Waltz (너의 왈츠) – Afternight Project
7. You (너를) – Afternight Project
8. Too Good (Inst.)
9. Chocolate Cherry Night (Inst.)
10. C'mon C'mon (Inst.)
11. What My Heart Wants to Say (Inst.)
12. Your Waltz (Inst.)
13. You (Inst.)

## Riconoscimenti
| Anno | Premio           | Categoria               | Ricevente   | Risultato   |
| ---- | ---------------- | ----------------------- | ----------- | ----------- |
| 2014 | KBS Drama Awards | Miglior giovane attrice | Kim Sae-ron | Candidato/a |

## Distribuzioni internazionali
| Paese      | Canale/i          | Prima TV                   | Titolo adottato      |
| ---------- | ----------------- | -------------------------- | -------------------- |
| Hong Kong  | Now Entertainment | 13 ottobre-9 novembre 2014 | Hi! School - Love On |
| Thailandia | PPTV              | ?                          | Hi! School - Love On |
| Filippine  | GMA Network       | 28 marzo 2016-in corso     | Hi! School - Love On |